# Akademie der musischen Künste in Prag

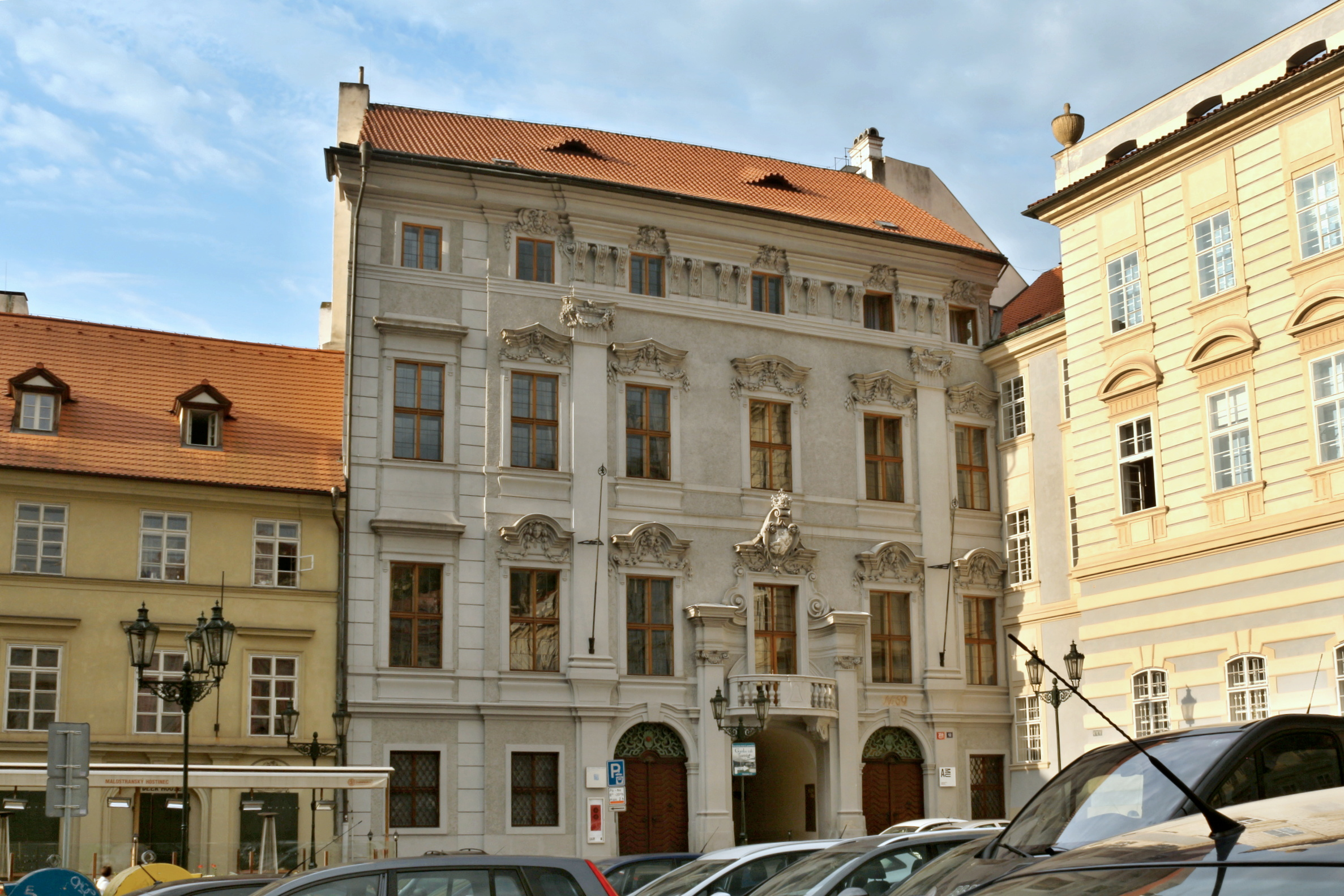
Palais Hartig, Rektoratsgebäude der AMU

Akademie der musischen Künste in Prag (tschechisch Akademie múzických umění v Praze), kurz AMU ist die größte tschechische Hochschule für Musik, Theater und Filmkunst mit Sitz in Prag.

## Geschichte
Ihre Anfänge reichen in die Zeit des Zweiten Weltkriegs. Sie wurde jedoch erst nach dem Krieg auf Anregung zahlreicher bedeutender Künstler mit dem Dekret des Präsidenten Nr. 127/1945 Sb. im Jahre 1945 errichtet. Die AMU hat ihren Sitz im Palais Hartig am Kleinseitner Ring.

## Fakultäten
- Theaterfakultät (Divadelní fakulta AMU, kurz: DAMU)
- Fakultät für Film und Fernsehen (Filmová a televizní fakulta AMU, kurz: FAMU)
- Fakultät für Musik und Tanz (Hudební a taneční fakulta AMU, kurz: HAMU)